# Medetaiko
Medetaiko es una agrupación de percusión Japonesa (conocida como "Taiko") y danza okinawense contemporánea (Shin Eisa) de Buenos Aires, Argentina.
Se encuentra entre los primeros grupos de taiko formados en Argentina. Pioneros en la fusión del kumidaiko (ensamble de tambores) con el shin eisa, junto a movimientos acrobáticos nunca antes incluidos en performances de kumidaiko, éste entusiasta grupo de personas realizan presentaciones, con el objetivo de expandir esta la cultura del Taiko.
Entre sus integrantes hay: descendientes de japoneses, familiares y amigos que aportan su grano de entusiasmo con el fin de cumplir los objetivos de Medetaiko.

## Origen del nombre
Los kanji (Ideogramas Japoneses) de Medetaiko vienen de la expresión "Medetai" que significa "felicidad", "jolgorio", "alegría" fusionada con la palabra taiko. La idea de alegría a la que hacen referencia sus kanjis, remite a una escritura con antiguas raíces agrícolas vinculada a los Matsuri, en la que se celebraba y agradecía a los dioses el desarrollo y crecimiento de las semillas luego de la siembra. También en un sentido antropológico, se lo vincula a la alegría que surge del desarrollo interior del ser humano a través de la práctica de un comportamiento virtuoso arraigado en los valores japoneses, que se relaciona metafóricamente en sus kanjis con la idea de la misma semilla en crecimiento.
- Datos: Q6008544